# خالد مفتاح
خالد مفتاح التميمي (مواليد 2 يوليو 1992 في الوكرة، لاعب كرة قدم قطري يجيد اللعب في مركز الظهير الأيسر مع منتخب قطر الوطني يلعب حالياً في نادي الريان .
بدأ لعبه في نادي الوكرة في مركزه الأساسي الظهير الأيسر. وبعد ذلك انتقل إلى نادي لخويا عام 2010 .
شارك مع منتخب قطر في كأس آسيا عام 2011 و عام 2015 .

## نادي الدحيل
كان يلعب في نادي لخويا و في عام 2017 صدر قرار بدمج نادي لخويا مع نادي الجيش تحت مسمى نادي الدحيل و انظم بعدها إلى نادي الدحيل و أعير إلى نادي الوكرة مطلع عام 2019 و أعير إلى نادي الريان في صيف 2019 .

## انجازاته
1. كاس الشيخ جاسم مع فريق أم صلال 2009-2010.
2. بطولة دوري نجوم قطر مع فريق لخويا 2010-2011
3. بطولة دوري نجوم قطر مع فريق لخويا 2011-2012
4. بطولة كاس ولي العهد مع فريق لخويا 2012-2013.
5. بطولة دوري نجوم قطر مع فريق لخويا 2013-2014
6. بطولة كأس غرب آسيا مع المنتخب القطري 2013
7. بطولة كأس الخليج العربي 22 مع المنتخب القطري 2014

## روابط خارجية
- خالد مفتاح على موقع الاتحاد الدولي (مؤرشف)  (الإنجليزية)
- خالد مفتاح على موقع قاعدة بيانات كرة القدم.إي يو (الإنجليزية)
- خالد مفتاح على موقع ناشيونال فوتبول تيمز (الإنجليزية)
- خالد مفتاح على موقع Soccerway.com (الإنجليزية)